# Segerstedthuset
Segerstedthuset är en byggnad i Uppsala. Den rymmer Uppsala universitets ledningskansli, centrala förvaltning och arkiv. Byggnaden påbörjades i oktober 2014, stod färdigt i mitten av maj 2017 och invigdes den 1 september samma år. Byggnaden är belägen mellan Uppsala slott, Botaniska trädgården och campusområdet Blåsenhus.
Arkitektbyråer var bland andra danska 3XN (exteriör) och svenska Indicum (interiör). Beställaren, Akademiska Hus och Uppsala universitet, ställde höga miljökrav på bland annat effektiv energianvändning, hållbara materialval, tyst inomhusmiljö, god ventilation och hög fuktsäkerhet. Solceller på taket bidrar till husets energiförsörjning. Byggnaden är miljöcertifierad enligt systemet Miljöbyggnad, på nivån silver.

## Historia
Byggnaden bär namn efter Torgny T:son Segerstedt, som var universitetets rektor 1955–1978.
Universitetsförvaltningen, som vid 1950-talets mitt hade utgjorts av en handfull heltidsanställda, växte snabbt under hela Torgny Segerstedts rektorat, och när han lämnade sitt rektorat upptog förvaltningens lokaler största delen av det så kallade Skandalhuset på S:t Olofsgatan. Universitetsförvaltningen lämnade Skandalhuset i samband med att Segerstedthuset stod klart 2017.

## Kritik
2016 tilldelades byggnaden Arkitekturupprorets ironiska pris Kasper Kalkon-priset för ”fulaste nyproduktion år 2016”, med motiveringen att den liknande "en korsning mellan en finlandsfärja och en tjock-TV".

## Bildgalleri

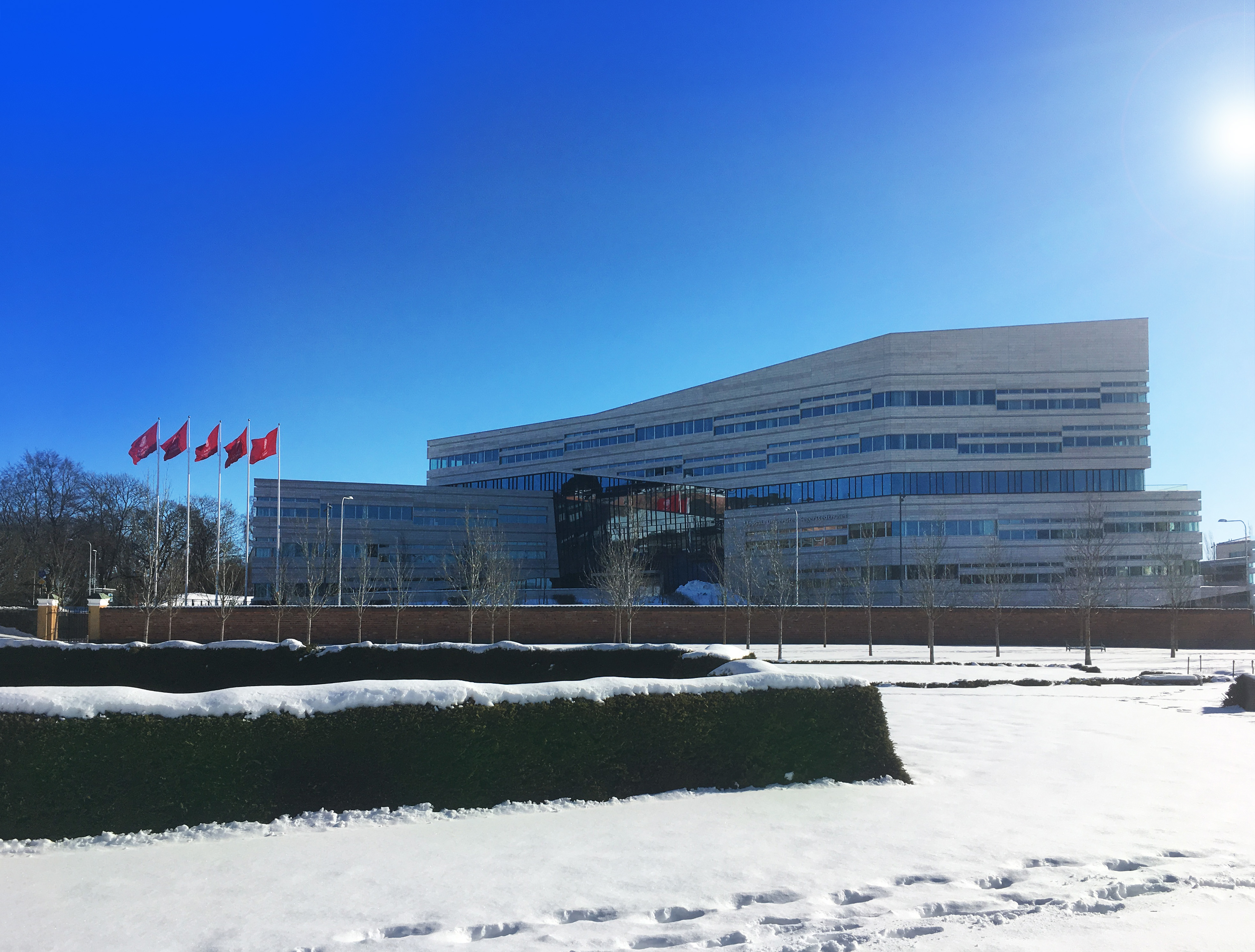
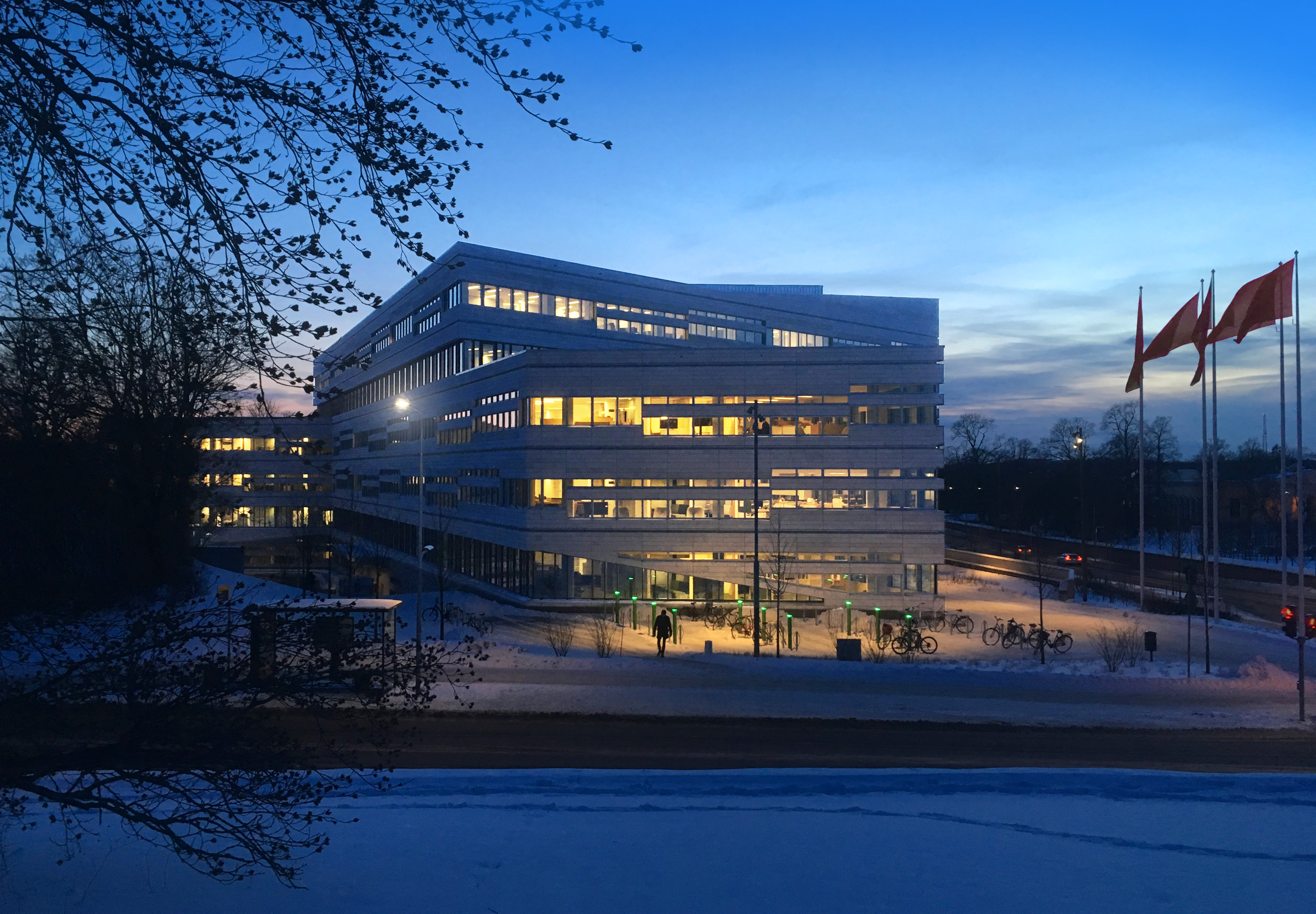

Segerstedthuset i mars 2018.

Segerstedthuset i oktober 2016.

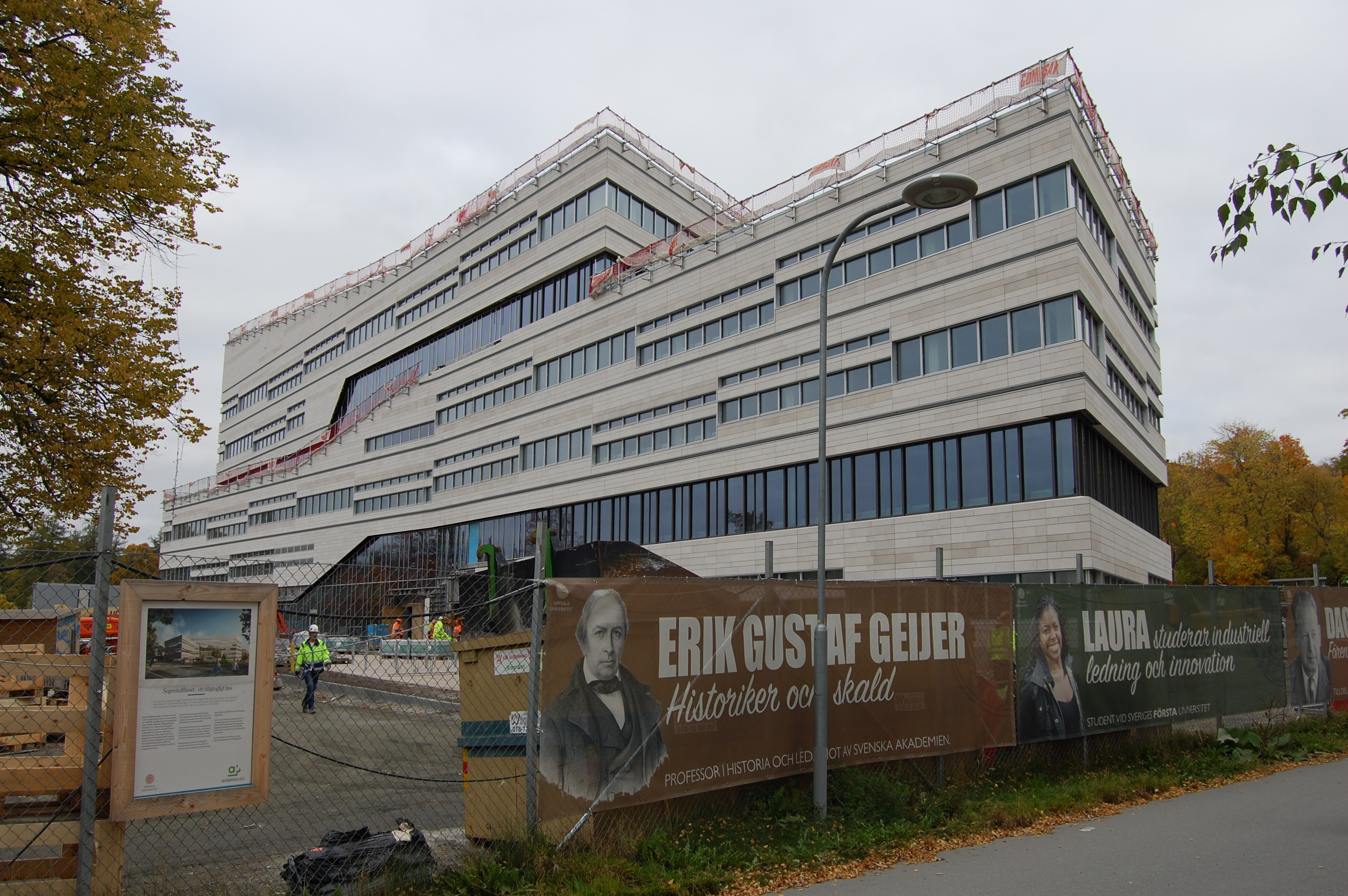
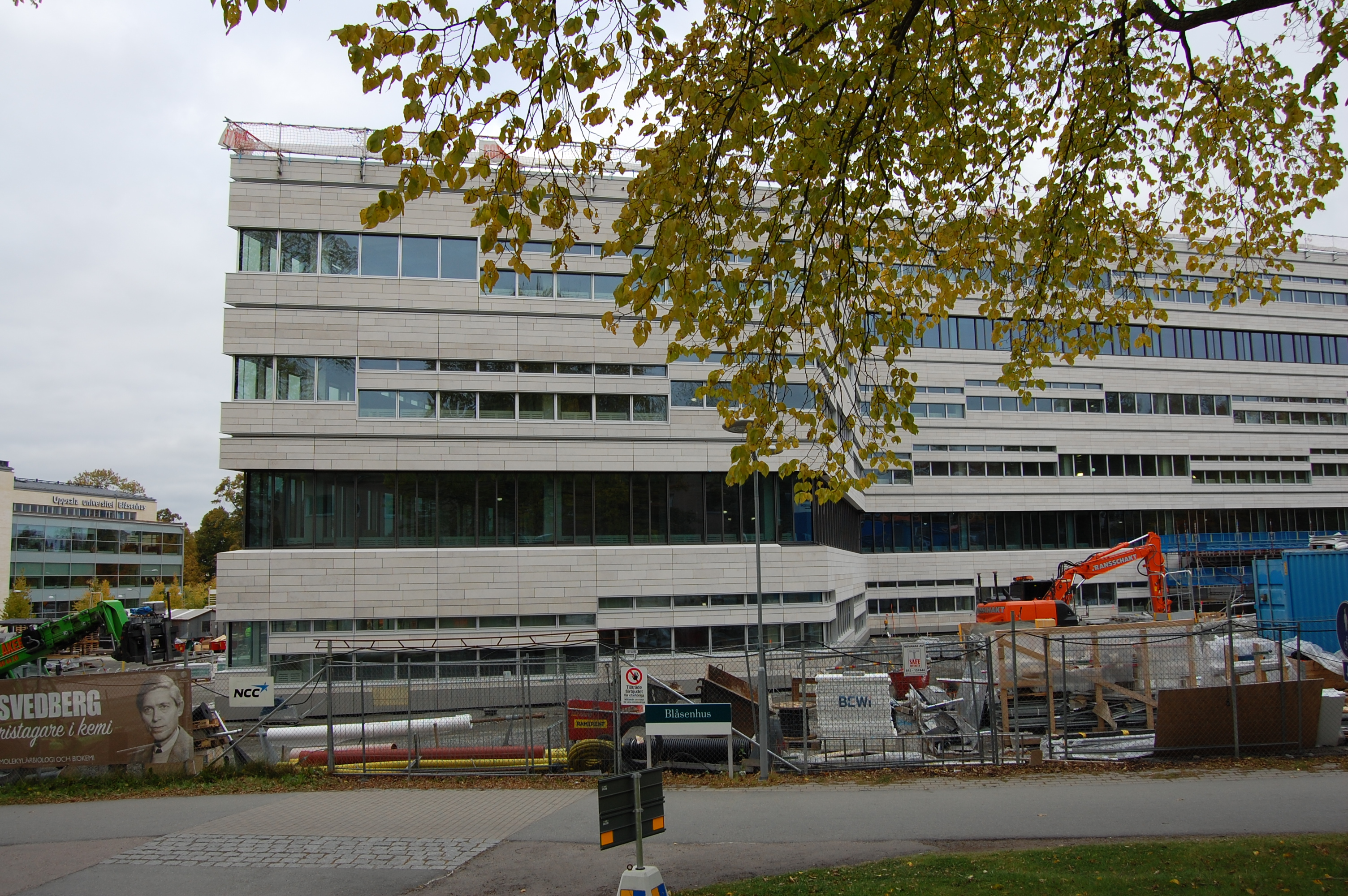
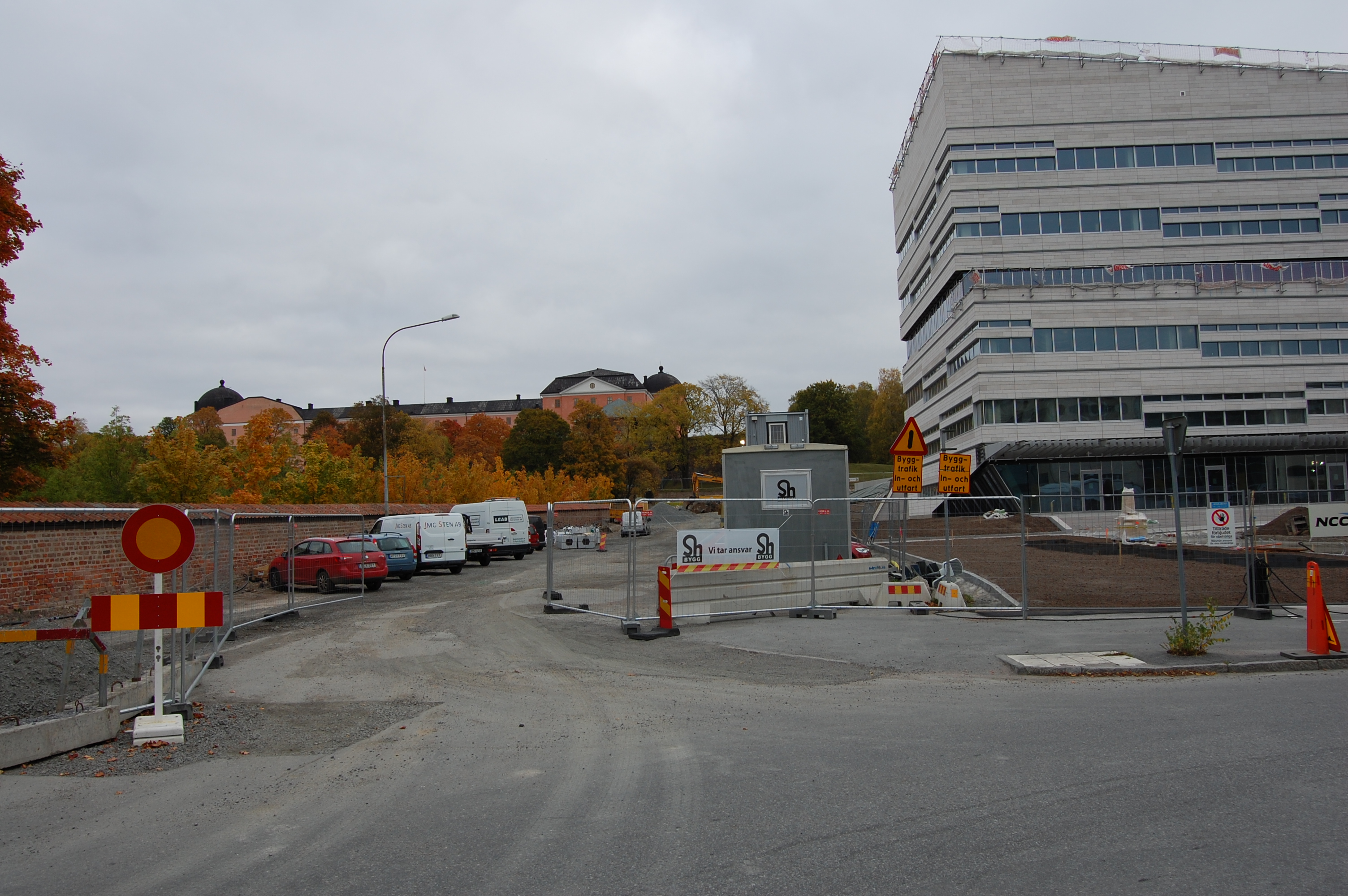
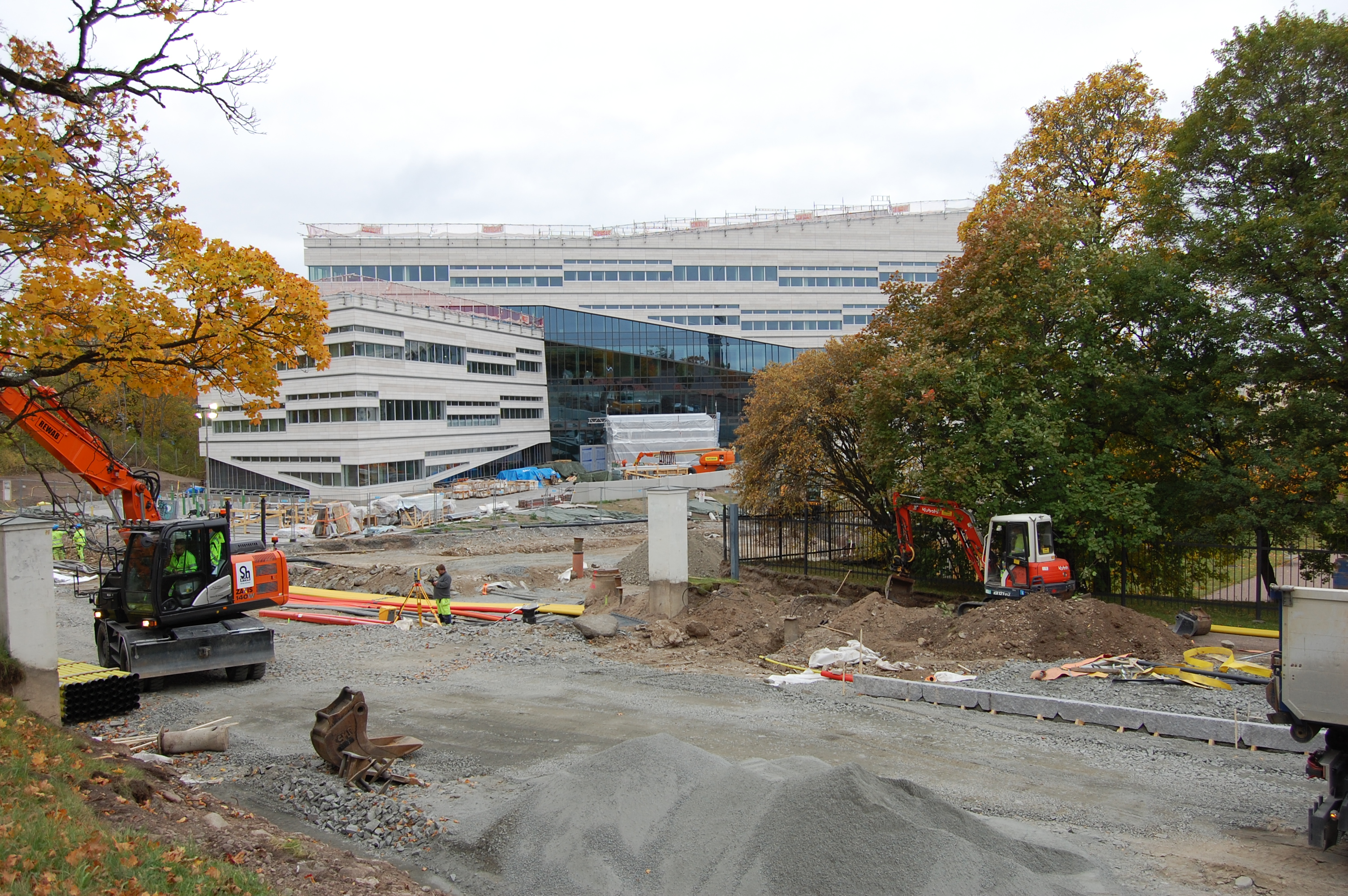
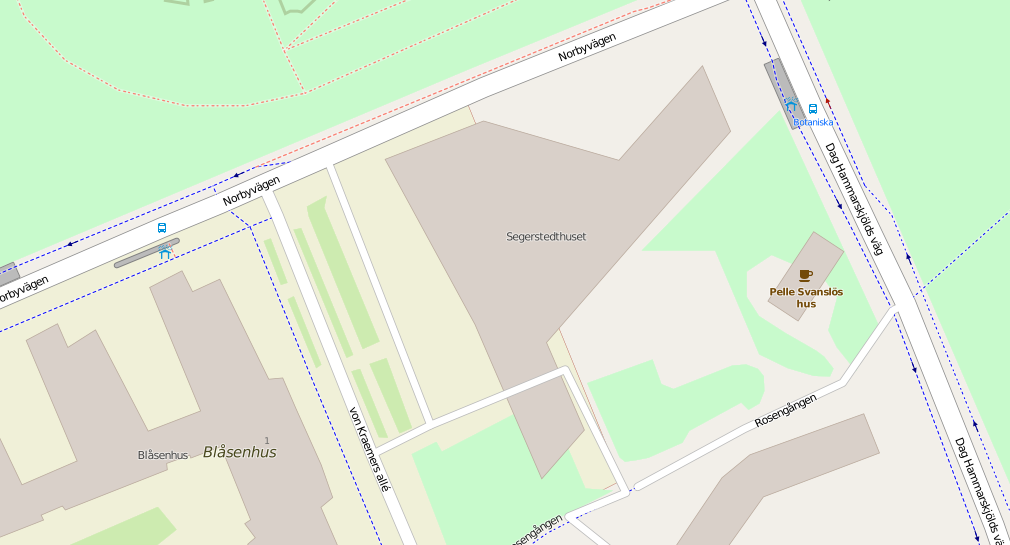
Kartbild.

## Priser och utmärkelser
| År   | Instiftare         | Pris                 | Resultat |
| ---- | ------------------ | -------------------- | -------- |
| 2016 | Arkitekturupproret | Kasper Kalkon-priset | Vann     |